# Yopougon
 (juillet 2023).
Yopougon, surnommée Yop City ou Poy, est l'une des treize communes du district d'Abidjan. L'actuel Maire de la commune de Yopougon est Adama Bictogo, élu le 02 Septembre 2023.
Avec une population de 1 571 065 habitants en 2021, Yopougon est la plus grande commune, non seulement de la capitale économique ivoirienne, mais aussi du pays. Réputée pour son ambiance populaire et ses nombreux maquis, Yopougon joue un rôle important dans la vie d'Abidjan, en tant que quartier résidentiel mais aussi industriel. Elle compte en effet deux zones industrielles et recevra bientôt l'extension du port autonome d'Abidjan (P.A.A).
Elle se situe entre la forêt du Banco et la lagune Ébrié, à l'ouest dans la zone géographique d'Abidjan nord, un peu excentrée.
La commune est aussi connue pour ses nombreux quartiers précaires tels que « Sicobois » ou « Yao Sehi », qui contrastent avec les quartiers résidentiels d'appartements et de maisons basses (Sicogi, Sogefiha).
Elle est la commune la plus « ivoirienne » d'Abidjan (à peine 8,8 % de non-Ivoiriens alors que la moyenne abidjanaise est de 22,4 %),
On trouve également sur le territoire de cette commune l'institut Pasteur de Côte d'Ivoire, le siège du Centre national de recherches agronomiques (Côte d'Ivoire)|CNRA, le Centre suisse de recherches scientifiques, un CHU, l'Institut des aveugles, la maison d’arrêt et de correction d’Abidjan (MACA), la centrale électrique d'Azito (la plus importante du pays), et l'ile Boulay.
La commune est traversée par l'autoroute du Nord ainsi que par la route de Dabou, qui continue jusqu'à San Pédro et la frontière du Libéria. L'accès à cette route devrait être facilité par le nouveau pont en construction qui reliera directement le sud de Yopougon au boulevard lagunaire du Plateau.

## Histoire
Yopougon signifie : « champs de Yopou », du nom d'un patriarche qui aurait par générosité contribué au développement de cette commune. En effet, Yopou, un patriarche vivant près de l'actuelle usine UNIWAX, a généreusement offert une partie de ses terres aux « Bidjan ». En reconnaissance de son hospitalité, les « Bidjan » ont adopté le nom de « Yopou gonnin », qui se traduit en langue Ebrié par « les habitants des champs de yopou ».
Dans les décennies qui ont suivi l'établissement d'Abidjan en tant que capitale, des zones d'habitation anarchiques s'établissent sur ce qui est alors appelé « plateau du Banco » ; elles seront rasées par la suite pour faire place au projet d'urbanisation formelle.
À partir de la fin des années 1960, des projets urbanistiques planifient une extension de la ville d'Abidjan à l'ouest du Plateau, traversée par l'autoroute et organisée comme une « ville nouvelle », entre la zone industrielle (inaugurée en 1972) et l'extension du port d'Abidjan (toujours en projet).
Dans l'esprit des planificateurs, il s'agissait d'une périphérie encadrée, à la fois sur le modèle de la banlieue résidentielle que sur le modèle de la « ville nouvelle » alors à la mode notamment en France, devant accueillir une certaine classe moyenne tout en comptant de nombreux logements sociaux pour des populations plus modestes. Le plan comprend une série de différents quartiers structurés dotés chacun de leur propre centre.
Un des objectifs de Yopougon était de remédier aux déséquilibres d'Abidjan en tant que ville où la plupart des emplois industriels et de service étaient concentrés dans le sud de la ville (Vridi, Treichville, Port-Bouët), alors que la classe ouvrière et l'extension générale de l'habitat se faisait au nord (Adjamé, Abobo, Cocody et ses extensions de Riviera, Angré, Palmeraie). Yopougon offrait donc non seulement des logements pour la population croissante mais aussi un véritable marché de l'emploi localisé (ZI, port).
La zone industrielle de Yopougon marque par ailleurs un jalon dans l'étape du développement économique de la Côte d'Ivoire, avec une production (agroalimentaire, habillement, matériaux de construction, etc.) désormais destinée à un marché local et régional et non plus aux seules activités d'import/export maritime.
Yopougon était donc bien plus qu'une simple extension périphérique de la ville, mais considérée en partie comme une entité autonome. Elle était également destinée à être le lieu par excellence où la classe moyenne ivoirienne alors naissante allait pouvoir s'épanouir, par opposition ou complément au Plateau, vitrine internationale verticale, moderne et métropolitaine.

## Géographie
Yopougon s'étend sur 153,06 km2. Elle est située dans l'ouest du district d'Abidjan, et délimitée au nord par les communes d'Abobo et d'Anyama ; au sud par la lagune Ébrié ; à l'est par Attécoubé et à l'ouest par Songon.
On y dénombre 14 villages :
- Adiopodoumé
- Ayakro
- Azito
- Béago
- île Boulay
- Konan Ferrand
- Kouté Village
- Niangon-Adjamé
- Niangon-Attié
- Niangon-Lokoa
- Petit Bouaké
- Sikasso
- Yopougon-Attié
- Yopougon-Santé

Yopougon se compose de 8 arrondissements, eux-mêmes subdivisés en 32 quartiers :
| Yopougon-Attié          | Banco nord           | Banco sud  | Kouté          | Zone Industrielle | Hôpital      | Niangon Nord     | Niangon Sud          |
| ----------------------- | -------------------- | ---------- | -------------- | ----------------- | ------------ | ---------------- | -------------------- |
| Sicogi                  | GFCI                 | Toit rouge | Camp militaire | Zone industrielle | Mamie Adjoua | Port-Bouet II    | Niangon Sud à droite |
| Andokoi                 | Sopim                |            | Sideci         | Prison civile     | Gesco        | Première tranche | Niangon Sud à gauche |
| La Gare                 | Nouveau quartier     |            |                |                   |              | Quartier Maroc   | Niangon Sud Sicogi   |
| Banco II                | Quartier résidentiel |            |                |                   |              | Ananeraie        | Cité verte           |
| Selmer                  |                      |            |                |                   |              |                  | Lièvre rouge         |
| Centre urbain           |                      |            |                |                   |              |                  | Académie de la mer   |
| Siporex                 |                      |            |                |                   |              |                  |                      |
| Sogefiha Solic (1 et 2) |                      |            |                |                   |              |                  |                      |
| Wassakara               |                      |            |                |                   |              |                  |                      |
| Quartier Fanny          |                      |            |                |                   |              |                  |                      |
| St Hubert               |                      |            |                |                   |              |                  |                      |
| 11 quartiers            | 4 quartiers          | 1 quartier | 2 quartiers    | 2 quartiers       | 2 quartiers  | 4 quartiers      | 6 quartiers          |

## Démographie
Selon le Recensement Général de la Population et de l'Habitat (R.G.P.H) de 1998, Yopougon comptait 688 235 habitants. La population officiellement recensée en 2014 est de 1 071 543 habitants, ce qui en fait la première commune d'Abidjan et de Côte d'Ivoire, juste devant Abobo (1 030 658 habitants). Un peu moins d'un quart (22,7 %) de la population abidjanaise vit à Yopougon. La densité de la population est donc de 7003 hab/km².
Yopougon se distingue aussi par la faible proportion de ressortissants étrangers : la proportion de non-Ivoiriens vivant dans la commune est seulement de 8,8 %, alors que la moyenne abidjanaise est de 22,4 % (avec un maximum de 39,5 % à Treichville).
Historiquement, Yopougon était peuplée essentiellement de tribus tchamans et attiés. Il subsiste aujourd'hui 14 villages de ces ethnies dans la commune de Yopougon. Dans la deuxième moitié du XXe siècle, notamment après l'indépendance en 1960, la commune d'Abidjan connaît une forte immigration de populations venant de toute la Côte d'Ivoire, mais particulièrement des populations de l'Ouest, d'ethnies bété, guéré et wobé.
La population yopougonaise est plutôt de classe moyenne à « populaire ». S'il est vrai que Yopougon, tout comme la commune d'Abobo, est connue pour ses quartiers populaires (et précaires) tels que « Djao Séhi », « Sicobois », « Sicogi », « Mon mari ma laissé », « Doukouré », « Wassakara », il existe aussi des quartiers résidentiels qui se distinguent par un certain confort de vie, notamment à Banco-Nord, Niangon, ou le quartier « Millionaire ». Dans le reste de la commune, les logements alternent entre immeubles d'appartements et maisons basses de standing moyen.

## Administration
Maires de Yopougon :
- Pierre Gadié (1980-1985) ;
- Moustapha Doukouré (1985-1990) ;
- Joseph Bédji (1990-1995) ;
- Moustapha Doukouré (1995-2000) ;
- Djidan Gbamnan (2001-2010) ;
- Gilbert Koné Kafana (depuis 2013).

## Économie
Yopougon est une commune très importante dans l'économie abidjanaise et ivoirienne. Tout d'abord, une grande partie de sa population travaille dans des bureaux et commerces du Plateau et de Cocody. Ensuite, elle compte deux zones industrielles d'importance, où sont installées diverses usines de ciment, plastiques (Industrielle ivoirienne de plastique, International Packing, Afriplasti, Afric Industry, etc.), sidérurgie (Sotaci), produits pharmaceutiques et cosmétiques (Ubipharma, SIVOP, Gandour), textiles (Uniwax), produits laitiers et agroalimentaire (Ivograin, Cargill, Brasseries ivoiriennes, Solibra, Eurolait), etc. On y trouve notamment le centre de recherche de Nestlé et la nouvelle chocolaterie Cémoi (la première chocolaterie du pays).
Deux installations majeures se retrouvent sur le territoire de la commune : la centrale thermique d'Azito et l'extension du port autonome d'Abidjan.
Yopougon compte également de nombreux marchés.
La commune était connue pour la rue Princesse (ainsi que sa jumelle, la rue des Princes) où se trouvaient de nombreux maquis et boites de nuit, jusqu'à sa démolition en août 2011. Fin 2006, près de 1 500 maquis étaient recensés dans la commune de Yopougon.
Au niveau des transports, Yopougon compte plusieurs gares routières comme Siporex, même si leur importance ne peut rivaliser avec la gare d'Adjamé. Yopougon est cependant la principale porte entre Abidjan et l'« intérieur » du pays. C'est en effet au niveau du quartier Gesco que l'autoroute du Nord quitte Abidjan. Vers l'ouest, c'est depuis Yopougon aussi que part la route Côtière (Côte d'Ivoire) qui relie Abidjan à San-Pédro en passant par Dabou, Grand-Lahou et Sassandra.

## Transports urbains

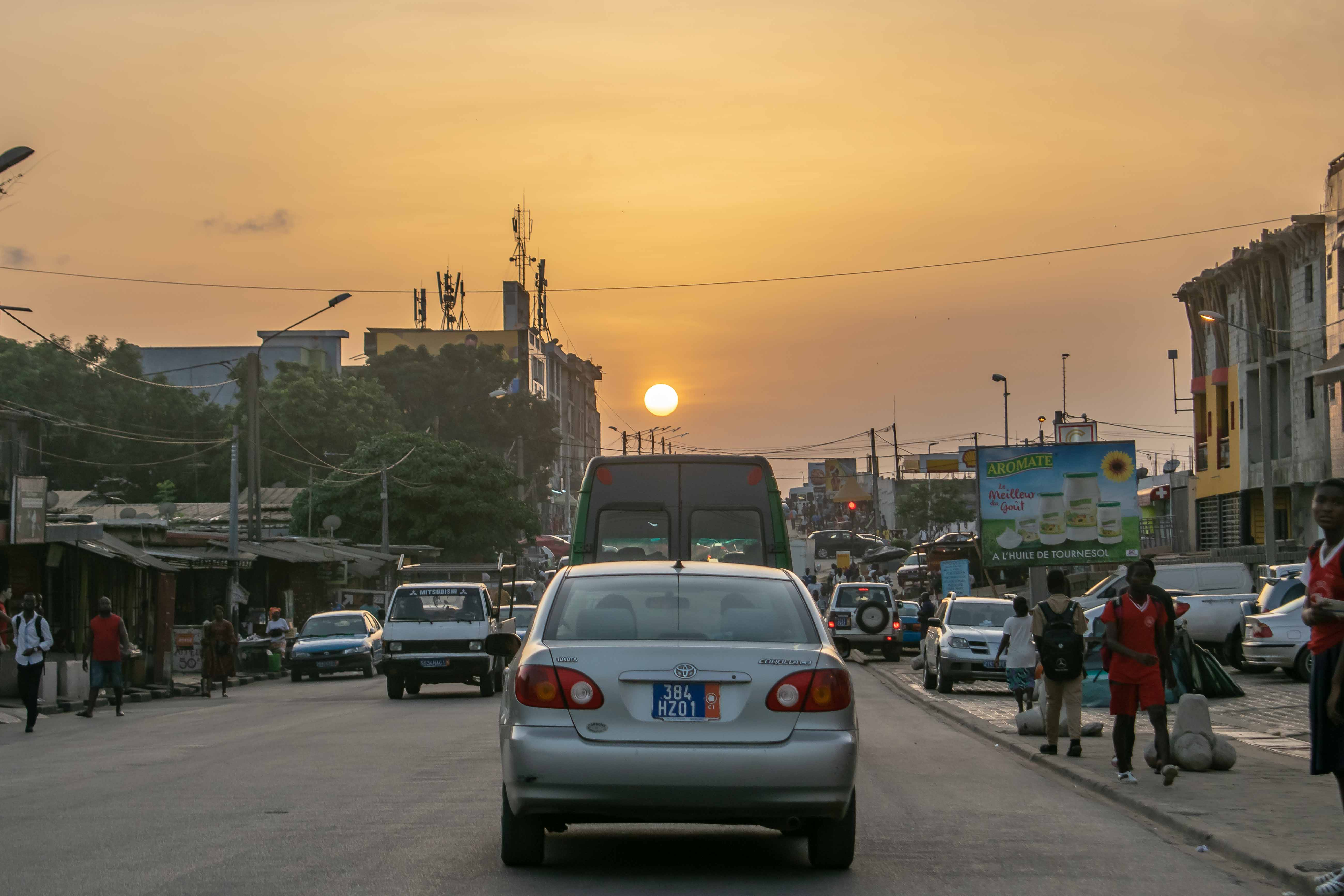
Une rue de Yopougon.

L'accès à Yopougon à partir des autres quartiers d'Abidjan se fait par une autoroute (la « voie express de Yopougon » qui devient « autoroute du Nord » à partir de Gesco) qui quitte Adjamé et longe le bord nord de la commune (ou plus exactement passe entre la commune proprement dite, à gauche, et la zone industrielle, à droite). On accède à la commune par quatre points d'entrée à partir de cette autoroute, dénommés communément « Premier pont », « Deuxième pont », etc. (en référence au fait que le véhicule, pour tourner à gauche, quitte l'autoroute par une sortie à sa droite et fait une boucle avant de passer au-dessus de l'autoroute par un pont qui descend dans la commune).
Un pont sur la lagune, reliant le sud de la commune directement au boulevard lagunaire du Plateau, et dont les travaux ont été officiellement lancés en août 2018, devrait considérablement modifier les flux de circulation dans la commune.
L'axe qui quitte le « premier pont » passe entre les quartiers Attié et Banco, par les lieux-dits Sable, Bel-Air et Complexe puis continue vers la caserne des sapeurs-pompiers, le camp militaire, le quartier Koweit et Attécoubé.
L'axe du « deuxième pont » passe par la gare de Siporex, les lieux-dits Ficgayo, Keneya, Saint-André, et se prolonge vers l'ancien cinéma de Saguidiba, le palais de justice puis Niangon-Sud.
Le troisième pont descend directement sur le centre hospitalier universitaire d'un côté et mène à la zone industrielle de l'autre.
La route issue du quatrième pont marque quant à elle la limite de la commune ; elle longe le cimetière à droite, Niangon-Nord à gauche, puis continue vers Dabou et, de là, vers San Pédro.
La gare du « Lavage » de Saint-André, en plein centre de Yopougon, est le principal point de convergence des lignes de taxis intercommunaux appelés wôrô-wôrô, qui relient Yopougon aux autres communes d'Abidjan. De nombreuses lignes de gbakas font également la navette le long des grands axes et vers les autres communes.

## Religion
Yopougon est le siège d'un évêché catholique créé le 8 juin 1982. La commune compte également de très nombreuses églises évangéliques et une forte communauté musulmane. Elle abrite beaucoup de mosquées et autres lieux de prière dans toutes les zones d'habitation.

## Lieux notables
La place CP1 est une grande place de Yopougon où a lieu les veillées mortuaires.

## Patrimoine

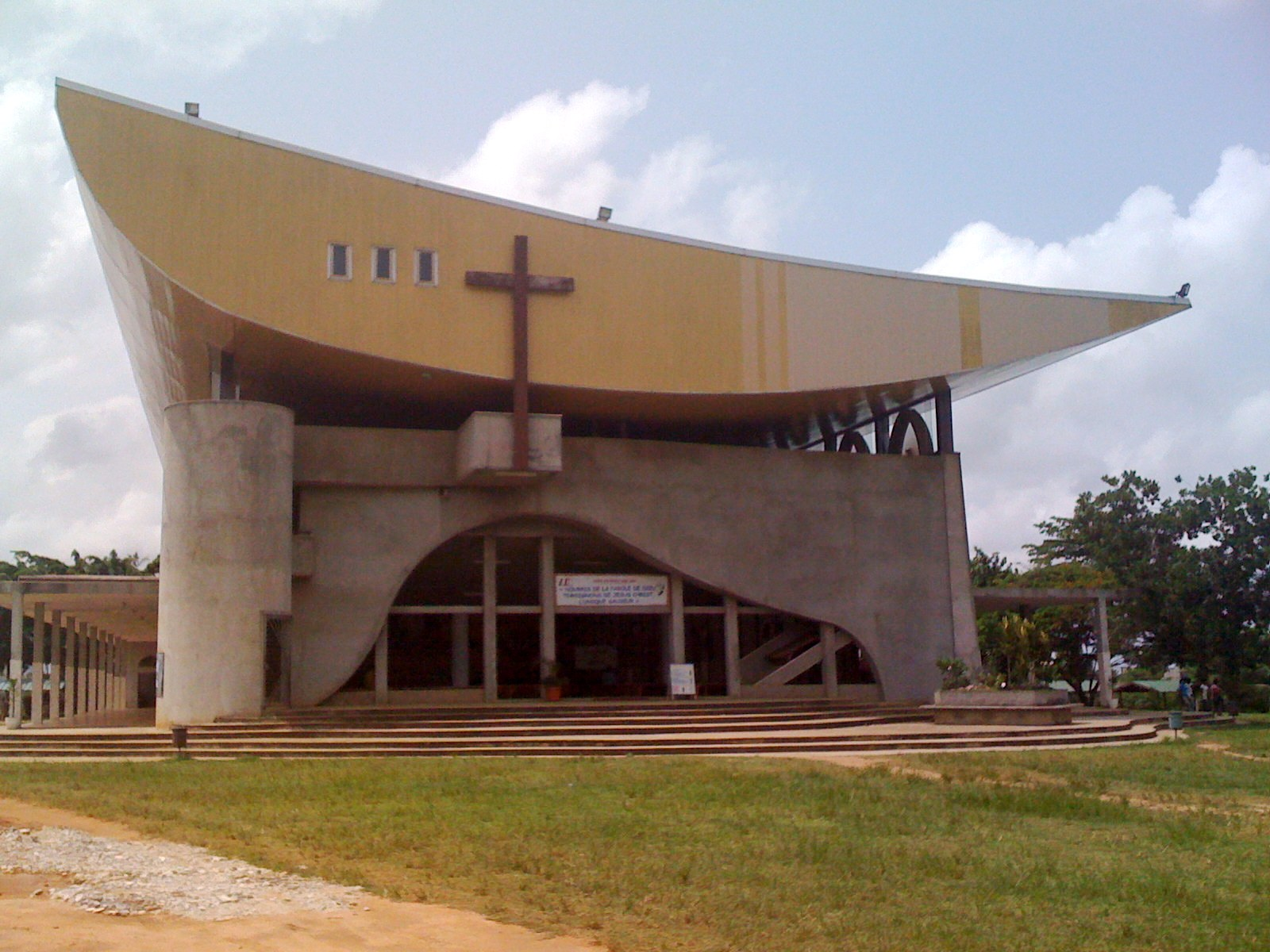
Paroisse Saint-Laurent, à Yopougon.

- Cathédrale Saint-André de Yopougon
- Église Saint-Pierre (Niangon)
- Paroisse Saint-Laurent de Yopougon-Kouté[10].
- Villages voisins

## Dans la culture
- La rue Princesse est le lieu éponyme du film Rue Princesse, de Henri Duparc avec Félicité Wouassi dans le rôle principal (1991).
- L'action de la bande dessinée et du dessin animé Aya de Yopougon se déroule dans ce quartier (2005-2022).

## Sécurité

### Commissariats
La commune dispose de plusieurs commissariats de police .
- Commissariat du 16e Arrondissement YOPOUGON-SICOGI
- Commissariat du 17e Arrondissement NIANGON
- Commissariat du 19e Arrondissement YOPOUGON-TOITS ROUGES
- Commissariat du 23e Arrondissement YOPOUGON-ANDOKOI
- Commissariat du 38e Arrondissement YOPOUGON-MICAO

## Catastrophes naturelles
- Le 27 mai 2019, un glissement de terrain a eu lieu et a tué trois personnes dont un nourrisson, sa mère et sa grand-mère. D'après APA, une écolière est portée disparue. Les fortes précipitations ont entraîné ce glissement de terrain. Le gouvernement procède à la destruction de quartiers situés dans les zones inondables.
- Le 10 juin 2020, une forte pluie a provoqué une inondation.